# Mandstro
Mandstro (Eryngium) er en slægt med ca. 40 arter, der er udbredt i Europa, Nordafrika, Asien og Nord- og Sydamerika. Her omtales kun de arter, der er vildtvoksende, eller som dyrkes i Danmark.
| Beskrevne arter |

- Agavebladet mandstro (Eryngium agavifolium)
- Alpemandstro (Eryngium alpinum)
- Bjergmandstro (Eryngium campestre)
- Russisk mandstro (Eryngium planum)
- Strandmandstro (Eryngium maritimum)
- Yuccabladet mandstro (Eryngium yuccifolium)

| Andre arter |

| - Eryngium alismifolium - Eryngium aquaticum - Eryngium articulatum - Eryngium billardierei - Eryngium bourgatii - Eryngium caeruleum - Eryngium carlinae - Eryngium constancei - Eryngium creticum - Eryngium cuneifolium - Eryngium dilatatum - Eryngium dorae | - Eryngium duriaei - Eryngium ebracteatum - Eryngium eburneum - Eryngium elegans - Eryngium foetidum - Eryngium giganteum - Eryngium glomeratum - Eryngium heterophyllum - Eryngium hookeri - Eryngium integrifolia - Eryngium nasturtiifolium - Eryngium nudicaule - Eryngium pandanifolium | - Eryngium paniculatum - Eryngium pectinatum - Eryngium petiolatum - Eryngium pusillum - Eryngium rostratum - Eryngium sanguisorba - Eryngium tenue |